# Grimmia saxatilis
Grimmia saxatilis là một loài Rêu trong họ Grimmiaceae. Loài này được Mitt. mô tả khoa học đầu tiên năm 1869.